# 커트 코베인: 몽타주 오브 헥
커트 코베인: 몽타주 오브 헥(Cobain: Montage of Heck)은 미국에서 제작된 브렛 모겐 감독의 2015년 다큐멘터리 영화이다. 커트 코베인 등이 주연으로 출연하였고 브렛 모겐 등이 제작에 참여하였다.

## 출연

### 주연
- 커트 코베인
- 코트니 러브